# Jigsaw Puzzle
Jigsaw Puzzle är en låt av det engelska rock & roll-bandet The Rolling Stones, skriven av gruppmedlemmarna Mick Jagger och Keith Richards. Låten spelades in i Olympic Sound Studios i mars 1968 och släpptes på albumet Beggars Banquet från 1968 och är med sina sex minuter och sju sekunder, jämte Sympathy for the Devil, ett av de längre spåren på albumet. Låten har aldrig spelats live av The Rolling Stones. På första demon till låten medverkar inte gruppens dåvarande gitarrist Brian Jones, men däremot Nicky Hopkins på piano istället.
"Me, I'm waiting so patiently / Lying on the floor / I'm just trying to do this jig-saw puzzle / Before it rains anymore" ("Jag, jag väntar så tålmodigt / Liggande på golvet / Jag försöker bara lägga detta sticksågspussel / Innan det börjar regna mer"), lyder refrängen.